# Antillattus
Antillattus là một chi nhện trong họ Salticidae.